# Kecá jak Palacký
„Kecá jak Palacký“ je přirovnání, které vzniklo v 2. polovině 19. století následkem jedné (či více) níže uvedené skutečnosti. K masovému rozšíření tohoto rčení došlo za první republiky. V 21. století bývá  toto úsloví vysvětlováno třemi způsoby, a to z hlediska politického, historiografického a „odkloněného“.

## Hledisko politické
František Palacký napsal dne 11. dubna 1848 omluvné Psaní do Frankfurtu. List obsahuje výrok, který v parafrázi zní takto: „Kdyby nebylo Rakouska, musili bychom si ho vymyslit."
Následné události způsobily to, že Palacký v roce 1872 svůj prorakouský politický postoj veřejně odvolal a přehodnotil slovy: „Hlavní má chyba byla — řeknu to bez obalu — důvěra v rozumnost a pravotnost národu Německého. Pověstné někdy slovo mé: »kdyby Rakouska nebylo, museli bychom přičiniti se co nejdříve o utvoření jeho«, proneseno bylo za předpokládáním, ba za nepochybnou důvěrou, že ve spolku tom osvobozených národův napotom panovati má i bude spravedlnost...“

Uvedené výroky se všemi souvislostmi se nacházejí v později vydaném souboru článků díla Idea státu rakouského, kde se rovněž nachází přehodnocená památná věta Františka Palackého: „Byli jsme před Rakouskem, budeme i po něm!“. Tento výrok později zlidověl ve formě: „Byli jsme a budem!“

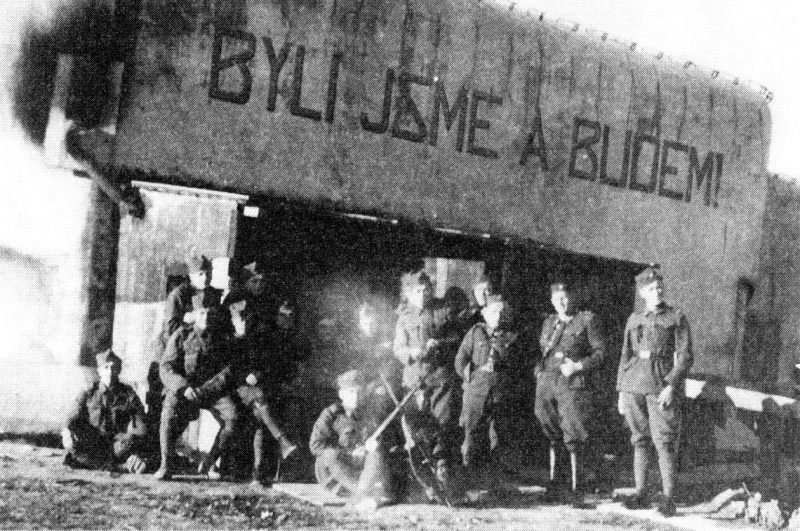
Všeobecná mobilizace, rok 1938

Byli jsme a budem,
jak jsme byli dosud,
ranami a trudem
nezlomí nás osud.
Přes vln burné vzteky
na své české skále
bili jsme se věky,
bít se budem dále!
Prapory jsou zdrány,
krov je hříčkou hromu,
přec jen budem pány
my ve vlastním domu.
Ať se moře pění
v krve proudu rudém,
vzdorni, nezlomeni,
byli jsme a budem!
Josef Václav Sládek

## Hledisko dějepisné
František Palacký byl první, kdo přisoudil Čechům jejich vlastní historii. Polovinu života strávil v archivech a badatelnách, aby mohl sepsat Dějiny národu českého v Čechách a v Moravě. Jeho dějiny začaly vycházet v letech 1836–1867 v němčině (pod názvem Geschichte von Böhmen), česky pak v letech 1848–1867. Základní české vědecké dílo má v pěti dílech asi pět tisíc stran. Palacký ukončil dějiny před nástupem Habsburků na trůn (1526) a dále nepokračoval „nemoha psáti o dalších dobách tak, jak by chtěl“.
Palacký věřil v pravost Rukopisů, proto je zahrnul do počátků svých českých dějin. Rovněž přímočarý dualismus, který nepříznivě hodnotí germánský princip proti domněle autonomní kultuře slovanské zkalil objektivnost vědeckého díla. Použití podvržených pramenů a záměrně ideologické výklady českých dějin ale vykonaly své významné buditelské poslání. V pozdějších dobách museli Palackého žáci leccos v díle svého učitele revidovat, ale základní pojetí dějin, zabírajících dobu od pravěku do vymření Jagellonců po meči v roce 1526, zůstalo zachováno.

## Hledisko „odkloněné“
Zatímco v běžné češtině je rčení „mít kecy/řeči jako Palacký“ chápáno jako charakteristika mnohomluvnosti, někteří jazykovědci ho považují za původně hanlivé označení ozdobné a příliš komplikované řeči a její stylizaci.
Úsloví „kecá jak Palacký“ nebo „má řeči jako starej Palackej“ bývá rovněž vztahováno k Janovi Palackému, synovi Františka Palackého, který údajně v pokročilém věku tvrdošíjně vysvětloval nejčastěji zeměpisný problém náhodným chodcům odchyceným na ulici. Historik Josef Šusta, který navštěvoval přednášky Jana Palackého před rokem 1898, ho ve svých vzpomínkách charakterizoval jako „hovorného podivína“, jehož vlastností byla „chorobná povídavost“.
Význam odkloněného úsloví znamená dlouhé, případně zbytečné, řečnění.